# 막시무스
막시무스(영어: Maximus 맥시머스[*])는 마블 코믹스의 슈퍼빌런 캐릭터이다. 인휴먼스 종족의 일원이자 아틸란 왕가의 왕자로서, 블랙 볼트의 동생이다. 인휴먼 이름은 막시무스 볼타곤(Maximus Boltagon)이고 광인 막시무스(Maximus the Mad)라고도 불린다. 1966년 2월 《판타스틱 포》 47호에 처음 등장했고, 스탠 리와 잭 커비가 공동 창작하였다.

## 담당 배우

### TV 드라마
- 인휴먼스(2017) - 이완 레온

## 담당 성우

### TV 애니메이션
- 판타스틱 포(1994) - 마크 해밀
- 헐크와 스매쉬 요원들(2013) - 놀런 노스
- 얼티밋 스파이더맨(2011) - 놀런 노스
- 가디언즈 오브 갤럭시(2015) - 디드릭 베이더